# Stypommisa ramosi
Stypommisa ramosi är en tvåvingeart som beskrevs av Gorayeb och David Fairchild 1987. Stypommisa ramosi ingår i släktet Stypommisa och familjen bromsar. Inga underarter finns listade i Catalogue of Life.